# 알라 알달리
알라 알딘 야신 달리(아랍어: علاء الدين ياسين دالي, Alaa-Aldin Yasin Dali, 1997년 1월 3일 ~ )는 시리아의 축구 선수로, 현재 알샤바브에서 스트라이커로 뛰고있다.